# Gonçalo Gonçalves Barroso
Gonçalo Gonçalves Barroso (1282 -?) foi um nobre, militar e Cavaleiro medieval do Reino de Portugal. Foi detentor de vastas propriedades a que foram feitas inquirições em Montalegre onde surgem vários dos seus bem referenciados.
Nas inquirições de 1290 os seus bens são novamento mencionados, desta feita não apenas os de Montalegre, mas também os de Cabeceiras de Basto. Sendo que os mesmos bens voltam a surgir nas inquirições de 1301, bem como nas de 1303 e 1304. 

## Relações familiares
Foi filho de Gonçalo Viegas Barroso (1160 -?) e de Maria Fernandes de Lima (1150 -?). Casou com Maria Soares Fafes ou Gomes Pires de Cela filha de Soeiro Fafes, de quem teve:
1. Egas Gonçalves Barroso casou por duas vezes, a primeira com Guiomar Gonçalves Moreira e a segunda com Inês Martins de Alvarenga, Senhora da casa e honra de Alvarenga.
2. Constança Gonçalves Barroso casada com Martim Machado (1250 - 1279),
3. Maria Gonçalves Barroso casada com Gonçalo Mendes de Ambia.